# العرب في برلين
يشكل العرب في برلين (بالألمانية: Araber in Berlin) ثاني أكبر أقلية عرقية في برلين، بعد الأتراك، متجاوزين جالية البولنديون والروس. اعتبارًا من ديسمبر 2023، يبلغ عدد سكان المدينة من أي أصل عربي 182,635 شخصًا، وهو ما يعادل 4.7% من السكان، بزيادة قدرها 1.2% عن نسبة عام 2017.

## تاريخ
جاء معظم العرب إلى ألمانيا في سبعينيات القرن العشرين، جزئيًا كعمال ضيوف من المغرب، وولاية ماردين التركية وتونس. ومع ذلك، فإن غالبية العرب في برلين هم لاجئون من الصراعات في الشرق الأوسط، على سبيل المثال حرب لبنان 1982، والنزوح الفلسطيني من الكويت، والغزو الأمريكي للعراق الأخيرة، والحرب الأهلية الليبية، و‌الحرب الأهلية السورية. إن العرب في برلين ليسوا مجموعة متجانسة لأنهم ينحدرون من حوالي عشرين دولة.

## التوزيع
على غرار المجتمع التركي، يتركز العرب بشكل أساسي في الأحياء الداخلية في مدينة برلين الغربية السابقة.
| رتبة | البلدة                  | سكان   | نسبة مئوية |
| ---- | ----------------------- | ------ | ---------- |
| 1    | نويكولن                 | 15,641 | 5.1%       |
| 2    | ميته                    | 15,489 | 4.6%       |
| 3    | تمبلهوف-شونيبيرج        | 7,478  | 2.2%       |
| 4    | فريدريشسهاين-كرويتزبيرغ | 7,306  | 2.7%       |
| 5    | شارلوتنبورج فيلمسدورف   | 6,864  | 2.1%       |

وفي منطقة نويكولن، يعيش 80% من العرب في المنطقة التي تحمل نفس الاسم، ويشكلون ما يصل إلى 10% من السكان. ويبلغ عدد اللاجئين من أصل فلسطيني نحو خمس وثلاثون ألفًا، ومن أصل لبناني نحو خمس عشر ألفًا. أما الباقي من العشرين ألفا فهم في الغالب من أصول مغربية وعراقية وجزائرية ومصرية وتونسية وليبية وسورية. 